# Baluarte de las Cinco Palabras
El Baluarte de las Cinco Palabras es un baluarte, antigua puerta islámica encuentra situada en el extremo noreste del Tercer Recinto Fortificado de Melilla la Vieja de la ciudad española de Melilla.

## Historia
Construido como puerta fortificado por los árabes, en el siglo XVIII la Puerta de la Alafia, puerta islámica medieval es convertida en baluarte, con la construcción de cañoneras con arcos de ladrillo sobre un cordón en su cara oeste.
En 1864 Francisco Roldán diseñá un puente basculante instalado al poco, en ese mismo siglo se construye sobre su cubierta y en 1905 ya su batería es sólo un pasillo con letrinas y a fines de siglo se levantan barracones sobre el torreón.
En el año 2007 es restaurado, aunque por problemas en las fuentes documentales la batería se sube de altura, desde la de altura de la Batería  de San Fernando a la actual, a la cota original árabe de la planta alta sobre la puerta
y en el 2018 se reparó al portada y el tablero del puente.
A finales del siglo XVII era llamado Torreón del Veedor, en 1721 era llamado Baluarte de San Francisco y en 1740 recibe el nombre de Cinco Palabras por el creo en Dios que entonaban los reos antes de morir ejecutados en la orca situada en el Baluarte.

## Descripción

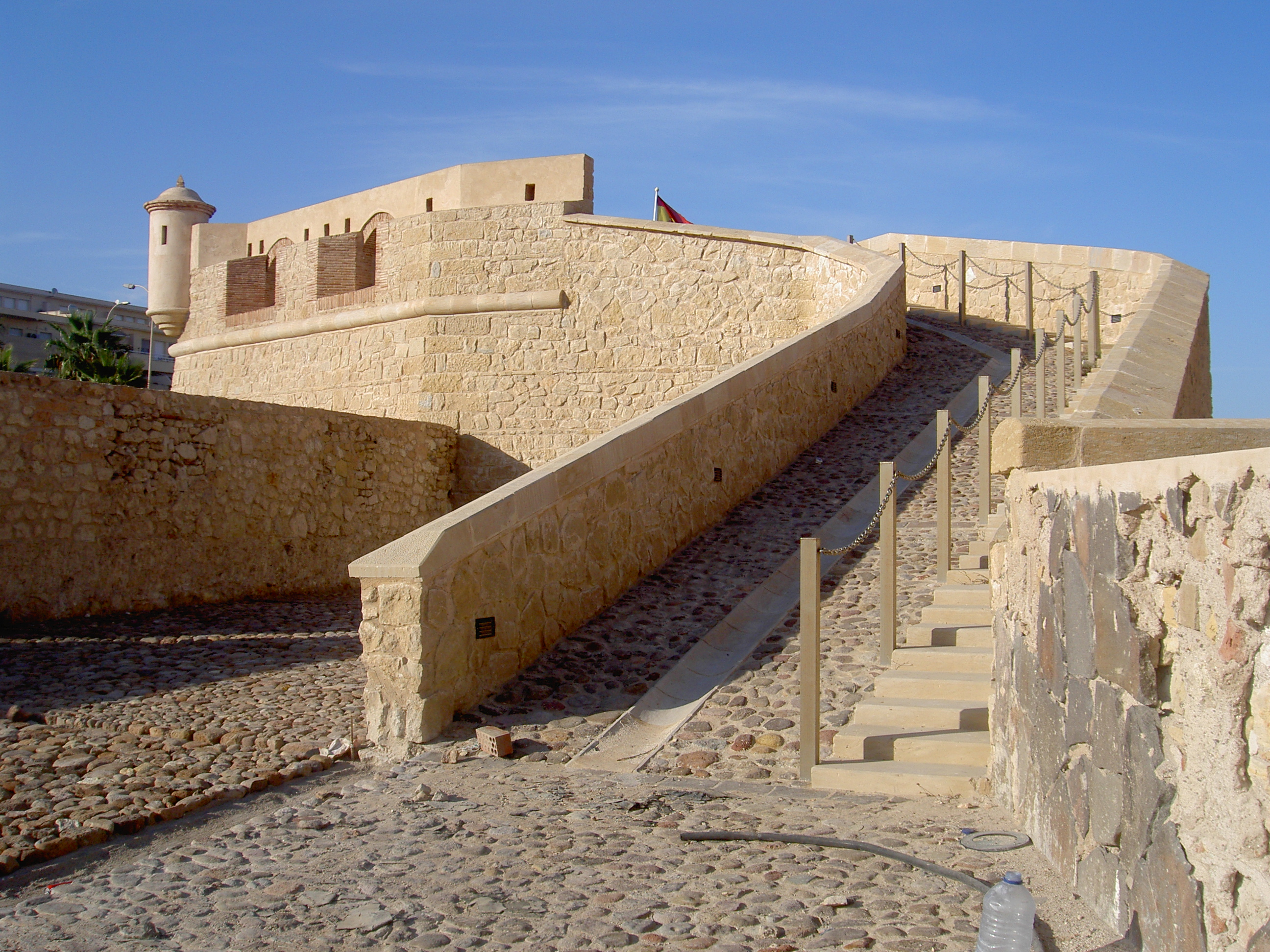
Subida al Baluarte de las Cinco Palabras

Está construida en piedra de la zona para los muros y ladrillo macizo para la bóveda. Cuenta en lado norte con una puerta que conduce a un túnel que comunica el Cuarto Recinto Fortificado con el Tercer Recinto Fortificado, que está coronado por un postigo en un arco sobre un matacán.  En el oeste se sitúa una batería de artillería.